# Sekretarz (samorząd)
Sekretarz – w Polsce wysoki rangą urzędnik samorządowy w:
- urzędzie marszałkowskim (sekretarz województwa),
- starostwie powiatowym (sekretarz powiatu),
- urzędzie gminy (sekretarz gminy) lub urzędzie miasta (sekretarz miasta).

Sekretarz podlega bezpośrednio kierownikowi urzędu samorządowego (odpowiednio: marszałkowi, staroście, wójtowi (burmistrzowi, prezydentowi miasta) i może z jego upoważnienia wykonywać zadania z zakresu zapewnienia właściwej organizacji pracy urzędu oraz realizowania polityki zarządzania zasobami ludzkimi.
Sekretarz nie może być członkiem partii politycznych. Zobowiązany jest do składania co roku oświadczenia majątkowego.
Do 31 grudnia 2008 roku sekretarze byli powoływani na stanowisko odpowiednio przez radę gminy (miasta) i powiatu oraz sejmik województwa. Obecnie są zatrudniani na podstawie umowy o pracę. Odpowiednikiem sekretarza w ministerstwach i urzędach centralnych jest dyrektor generalny.